# Claudius von Schwerin
Claudius Wilhelm Engelbert Franz Johann Maria Freiherr von Schwerin (* 2. September 1880 in Passau; † 13. Juni 1944 in München) war ein deutscher Rechtshistoriker.

## Leben
Claudius von Schwerin war der Sohn des Senatspräsidenten Johannes von Schwerin (1846–1928) und dessen Ehefrau Friederike (1853–1930).
1898 legte er das Abitur als Externer am Gymnasium Fridericianum Erlangen ab. Er studierte an der Universität München zunächst Musikwissenschaft, dann Rechtswissenschaft. Während seines Studiums wurde er Mitglied des AGV München im Sondershäuser Verband. Das Thema seiner Dissertation aus dem Jahre 1904 lautete: Beiträge zur Erläuterung des Begriffs der Rechtsnachfolge im geltenden Zivilrecht. Im Jahr seiner Promotion legte er auch das erste juristische Staatsexamen ab, 1905 folgte die zweite Staatsprüfung. 1907 habilitierte er sich bei dem Rechtshistoriker Karl von Amira und wurde im selben Jahr Privatdozent in München. 1914 wurde er außerordentlicher Professor an der Berliner Universität, 1917 ordentlicher Professor in Straßburg, 1919 ordentlicher Professor an der Universität Freiburg i. Br. und 1935 als Nachfolger von Heinrich Mitteis auf dem Lehrstuhl seines Lehrers Karl von Amira, ordentlicher Professor in München.
Schwerins Forschungsschwerpunkt war die nordisch-germanische Rechtsgeschichte; er beherrschte die altnordische Sprache „wie kein zweiter der jüngeren Rechtshistoriker.“ Nach Wolfgang Simon zählte er „zu den bedeutendsten germanistischen Rechtshistorikern seiner Zeit, dessen Werk nicht nur in den nordeuropäischen Ländern, sondern auch im romanischen Sprachraum Beachtung fand. Schwerins rechtshistorisches Werk ist gekennzeichnet durch eine besondere Betonung des Germanischen, als dessen Grundprinzipien er Werte wie Treue, Ehre und Gemeinschaft identifizierte, die er auch auf das Zeitgeschehen übertrug … .“ Er war Mitglied im Bund Nationalsozialistischer Deutscher Juristen und seit 1937 der NSDAP. Während der Weimarer Republik hatte er der DNVP angehört. Viele seiner Veröffentlichungen waren vom nationalsozialistischen Geist durchdrungen, was „die Bedeutung seines Gesamtwerks für die heutige rechtshistorische Forschung“ relativiert. Seit 1942 war er ordentliches Mitglied der Bayerischen Akademie der Wissenschaften.
Er starb 1944 im Alter von 63 Jahren gemeinsam mit seiner Frau bei einem Luftangriff auf München. Sein Nachlass befindet sich im Universitätsarchiv Freiburg. Von seinen drei Kindern überlebte ihn nur sein ältester Sohn Olaf, der 1945 in Budapest verstarb.

## Grabstätte
Die Grabstätte von Claudius Freiherr von Schwerin befindet sich auf dem Münchner Waldfriedhof (Grabnr. 35-3-12/13).

## Veröffentlichungen (Auswahl)
- Die altgermanische Hundertschaft. (Habilitationsschrift), Breslau 1907 (Neudruck Scientia-Verlag, Aalen 1973, ISBN 978-3-511-04090-1).
- Deutsche Rechtsgeschichte, Teubner, Leipzig 1912.
- Die Formen der Haussuchung in indogermanischen Rechten (= Rechtsgeschichtliche Studien. Bd. 1). Bensheimer, Mannheim 1924 (Digitalisat).
- Grundzüge des deutschen Privatrechts, Berlin 1919, 2. Auflage, De Gruyter, Berlin 1928.
- Grundzüge der deutschen Rechtsgeschichte. 8. Auflage nach dem Tode des Verfassers besorgt, Duncker u. Humblot, München 1930.
- Wechsel- und Scheckrecht einschließlich der Grundbegriffe des Wertpapierrechts, 2. Auflage, De Gruyter, Berlin 1934.
- Einführung in die Rechtsarchäologie, Verlag der Ahnenerbe-Stiftung, Berlin 1943.
- Germanische Rechtsgeschichte. Berlin 1936, 2. Auflage. Junker & Dünnhaupt, Berlin 1944.